# Phyllachora longinaviculata
Phyllachora longinaviculata är en svampart som beskrevs av Parbery 1967. Phyllachora longinaviculata ingår i släktet Phyllachora och familjen Phyllachoraceae.   Inga underarter finns listade i Catalogue of Life.